# 伊帕巴
伊帕巴是巴西米纳斯吉拉斯州的一个市镇。总面积114.349平方公里，总人口14844人，人口密度129.8人/平方公里。